# 福島県道243号小浜上郡山線
福島県道243号小浜上郡山線（ふくしまけんどう243ごう こばまかみこおりやません）は、福島県双葉郡富岡町にある一般県道である。

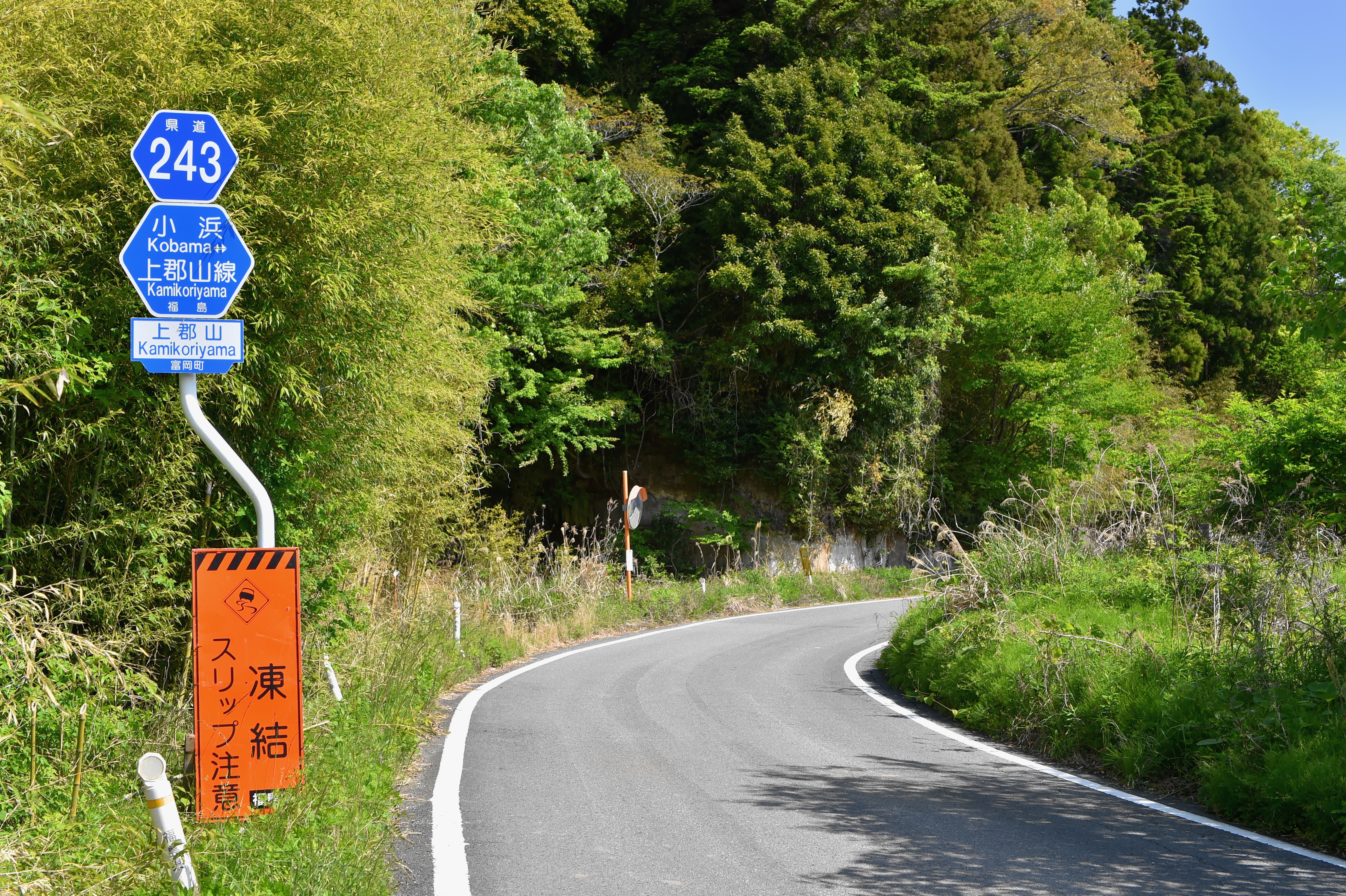
福島県道243号小浜上郡山線
富岡町大字上郡山（2024年5月）

## 路線概要
- 起点：双葉郡富岡町大字本岡字本町
- 終点：双葉郡富岡町大字上郡山字太田（太田交差点）
- 総延長：2.326 km[1]
  - 実延長：総延長に同じ
- 路線認定年月日：1966年11月22日[2]

## 通過する自治体
- 双葉郡富岡町

## 接続・交差する道路
- 福島県道112号富岡大越線・福島県道163号富岡停車場線（本岡字本町 起点）
- 国道6号・福島県道244号山田岡上郡山線（上郡山字太田〈太田交差点〉終点）

## 沿線
- 龍台寺